# Bugabitia triacantha
Bugabitia triacantha is een hooiwagen uit de familie Manaosbiidae. De wetenschappelijke naam van Bugabitia triacantha gaat terug op Roewer.